# Banque de Baecque Beau
Pour les articles homonymes, voir Baecque et BBB.
La banque de Baecque Beau était une banque française ayant existé entre 1837 et 2008. 
La banque a été immatriculée sous le numéro 304-623-127 le 28 juin 1976 et radiée le 4 août 2008.

## Histoire
Créée en 1837 sous la forme d’une société en nom collectif, la banque de Baecque Beau est fondée par deux négociants, Camille Cailliez et Charles de Baecque. Ses activités consistent à la fois en le négoce de commissions en marchandises et les affaires de banque.
En 1846, la banque s'associe à Alexis Beau. Elle opère dès lors sous la raison sociale Cailliez, de Baecque et Beau, et se recentre sur les activités bancaires et principalement les opérations d'escompte. Son appellation est à nouveau modifiée au XIXe siècle avec l'arrivée d'un nouvel associé, Maurice Lantin.
C'est après la Seconde Guerre mondiale que la banque adopte la dénomination Banque de Baecque Beau (BBB). Au cours du XXe siècle, elle établit un réseau de correspondants à l'étranger et des partenariats avec des établissements de même taille. Ce système lui permet de bénéficier d'équipements informatiques, de participer à la gestion de fonds communs d'intéressement et à l'émission d'emprunts.
En 1991, la Banque Hervet acquiert une participation de 67 % dans la Banque de Baecque Beau. Aux termes de l'accord, les familles de Baecque et Beau vendent leurs participations combinées de 55 % à Hervet, et L'Lione Finance cède 12 % à l'automne 1991, conservant une participation de 33 % dans la banque. En outre, Christian de Baecque accepte de rester président de la banque.
Quelques années plus tard, elle rachète plusieurs portefeuilles de clientèle de banques, et notamment ceux de Citibank en 1996, de la banque Monod en 1997, et elle absorbe la Société Parisienne de Banque la même année. Olivier Motte, nommé en avril 2004, succède à Pierre Jammes à la présidence de la banque de Baecque Beau.
Rachetée par HSBC en 2005, la banque est identifiée par l'appellation HSBC de Baecque Beau jusqu'à sa radiation en 2008.